# Liste der Einträge im National Register of Historic Places im Aitkin County

Lage des Aitkin County in Minnesota

Die Liste der Einträge im National Register of Historic Places im Aitkin County in Minnesota führt alle Bauwerke und historischen Stätten im Aitkin County auf, die in das National Register of Historic Places aufgenommen wurden.

## Legende
| NRHP | Historic Place    |
| HD   | Historic District |

## Aktuelle Einträge
| [ 2 ] | Name                                                   | Bild                              | Eintragsdatum                 | Lage                                                                                      | Ort       | Beschreibung |
| ----- | ------------------------------------------------------ | --------------------------------- | ----------------------------- | ----------------------------------------------------------------------------------------- | --------- | --- |
| 1     | Aitkin Carnegie Library                                | Aitkin Carnegie Library           | 1982 ID-Nr. 82002924          | 121 2nd Street, Northwest 46° 31′ 59,5″ N, 93° 42′ 33,8″ W                                | Aitkin    | 1911 errichtete Carnegie-Bibliothek |
| 2     | Aitkin County Courthouse and Jail                      | Aitkin County Courthouse and Jail | 16. Apr. 1982 ID-Nr. 82002923 | 209 und 217 2nd Street, Northwest 46° 31′ 59″ N, 93° 42′ 37″ W                            | Aitkin    | 1915 errichtetes Gefängnis und 1929 im Beaux-Arts-Stil errichtetes Gerichts- und Verwaltungsgebäude                                             |
| 3     | Andy Gibson (Schiffswrack)                             | Andy Gibson (Schiffswrack)        | 2012 ID-Nr. 12000558          | Adresse nicht veröffentlicht 46° 32′ 24,7″ N, 93° 43′ 1,4″ W                              | Aitkin    | 1884 gebautes Dampfboot, das auf dem oberen Mississippi verkehrte                                                                               |
| 4     | Arthyde Stone House                                    | Arthyde Stone House               | 1982 ID-Nr. 82002930          | County Road 27 46° 21′ 17″ N, 93° 5′ 22″ W                                                | McGrath   | 1922 aus Feldsteinen errichtetes Gebäude |
| 5     | Bethlehem Lutheran Church                              | Bethlehem Lutheran Church         | 1982 ID-Nr. 82002928          | Abseits des County Highway 12 46° 28′ 33,7″ N, 93° 36′ 59,7″ W                            | Aitkin    | 1897 errichtete Kirche schwedischer Einwanderer                                                                                                 |
| 6     | Patrick Casey House                                    | Patrick Casey House               | 1982 ID-Nr. 82002925          | 4th Street, Southeast Ecke 2nd Avenue 46° 31′ 35,6″ N, 93° 42′ 12,8″ W                    | Aitkin    | 1901 errichtetes Wohnhaus |
| 7     | Malmo Mounds and Village Site                          |                                   | 1975 ID-Nr. 75000974          | Adresse nicht veröffentlicht                                                              | McGrath   | Mounds aus der Zeit zwischen 200 v. Chr.–400 n. Chr.                                                                                            |
| 8     | National Woodenware Company Superintendent's Residence |                                   | 1982 ID-Nr. 82002929          | Southwest Elm Street Ecke Ione Avenue 46° 59′ 34,6″ N, 93° 35′ 39,9″ W                    | Hill City | 1910 errichtetes Wohnhaus eines Fabrikanten |
| 9     | Northern Pacific Depot                                 | Northern Pacific Depot            | 1982 ID-Nr. 82002926          | 20 Pacific Street, Southwest 46° 31′ 54″ N, 93° 42′ 28″ W                                 | Aitkin    | 1916 errichtetes Bahnhofsgebäude; heute Museum                                                                                                  |
| 10    | Potter/Casey Company Building                          | Potter/Casey Company Building     | 1982 ID-Nr. 82002927          | East Minnesota Avenue zwischen 1st Street und 2nd Street 46° 31′ 58,3″ N, 93° 42′ 23″ W   | Aitkin    | 1902 errichtetes Geschäftshaus |
| 11    | Savanna Portage                                        | Savanna Portage                   | 1973 ID-Nr. 73000963          | Abseits des County Highway 5 im Savanna Portage State Park 46° 49′ 41,9″ N, 93° 10′ 32″ W | McGregor  | Historische Passage auf dem Weg von den Großen Seen zum Becken des Mississippi, die von Indianern, Pelzjägern und ersten Siedlern genutzt wurde |